# The Midnight Man (film fra 1917)
The Midnight Man er en amerikansk stumfilm fra 1917 af Elmer Clifton.

## Medvirkende
- Jack Mulhall som Bob Moore
- Ann Forrest som Irene Hardin
- Albert MacQuarrie
- Warda Lamont som Molly
- Hal Wilson som Mr. Moore